# Stroești, Argeș
Stroești este un sat în comuna Mușătești din județul Argeș, Muntenia, România. Este situat în centrul locuibil al văii Vâlsanului (rezervație naturală cu o suprafață de 10000 ha). Satul Stroești este așezat la 37 km depărtare de Pitești și la 20 km de Curtea de Argeș pe DJ703I Merișani - Brădet.

## Istorie
Eșantioane de lemn pietrificat au fost găsite pe: Valea Vâlsanului, Valea lui Topor și Valea Frumoasă. Aceste probe confirmă existența vegetației în zonă din neozoic – paleogen.
Oase pietrificate adunate din albia Vâlsanului și de pe dealurile din jurul satului atestă prezența în zonă a animalelor preistorice și a omului. Au fost găsite până în prezent: un șold, un fragment de șold și o măsea de Dinotherium giganteum. Măseaua de Dinotherium gigantisim găsită la Râpa Bâții se află în prezent la Muzeul Satului Stroești – Argeș.
Din perioada terțiară, în apele Vâlsanului se află aspretele (Romanichthys valsanicola) specie de pește din familia Percidae, unic în lume. Această specie a fost descoperită în anul 1957 de către Nicolae Stoica din Galeș – Argeș.
O altă relicvă a preistoriei o reprezintă Lacul cu Ochi (numit și Lacul Fără Fund) din partea de răsărit a satului Stroești. Acest lac de origine glaciară reprezintă o stațiune floristică originală prin faptul că este singura mlaștină oligotrofă de acest fel cunoscută în regiunile extracarpatice din Carpații Meridionali, reprezentând un interesant și rar fenomen fitogeografic. În jurul Lacului cu Ochi din Stroești cresc plante din turbăriile din munți ca speciile de mușchi sau jabghiu Sphagnum magellanicum și Sphagnum recurvum, Drosera rotundifolia (Roua Cerului – plantă carnivoră), Eriophorum vaginatum, Betula pubescens, s.a., (Beldie, 1984).
Pe lângă fosilele vegetale și animaliere, s-au găsit și dovezi ale prezenței omului. În diverse puncte ale satului (Masa de Pământ, Râpa Dadelor, s.a.) s-au găsit unelte și arme din piatră: ciocan de piatră cioplită, fragment dintr-un ciocan de piatră lustruită, bolas, fusaiole, etc. Acestea se află în prezent în Muzeul Satului Stroești – Argeș.
Mărturiile din perioada dacică sunt bogate:
Pe Valea Ciorii din Telman prof. Ion Nania a descoperit ceramică dacică. 
Arheologul Eugen Comșa a fost uimit de așezarea stranie a poienii numită Ogrezele. Pe ambii versanți ai râului Vâlsan sunt amenajate asemenea poieni stranii, adevărate platforme pentru amplasarea locuințelor, identice cu cele de la Blidaru, Sarmizegetusa, Fețele Albe, etc. Aceste terase de locuire a dacilor pot fi admirate și azi: Ogrezele, Râpa Bâții, Zafii, Catran, Pană, Mălăiște, Șoptana, Cerneți, Poiana Galatii, Bucura de Sus, Bucura de Mijloc, Bucura de Jos, Părul Mătușii, Moția, Telman, Iepura de Sus, Iepura de Mijloc, Iepura de Jos, Mândra, etc. Analiza geografică a zonei arată că acestea au fost amenajate de oamenii de demult și funcția lor a dăinuit până spre sfârșitul secolului al XIX–lea.
Toponimele și hidronimele atestă stabilitatea istorică și conservarea moștenirii culturale: Talaba (tracic), Mălăiște (loc pentru cultura meiului), Bucura (loc frumos – dacic), Mândra (izlaz), Telman (existent la 1533), Vâlsan (hidronim din perioada totemică, similar muntelui Zăganul). De asemenea cuvintele: arcarpaneu (vânător bătrân cu arcul, ramolit), năjbeală (zarva hăitașilor la vânătoare) sunt arhaisme identificate pe raza satului (Nania, 2000)
In ziua de 18 martie a anului 1500, Dragomir din Stroești - Argeș intra în cetatea Sibiului cu șapte poveri de crap și două poveri de știucă. La intrarea in oraș plătește taxa de intrare numită vigesima și slujbașul de la vamă îl trece în registru. Acest registru s-a păstrat și a devenit primul document scris în care se consemnează existența satului (Leonăchescu – Năndrașu, 1981).
La 25 ianuarie 1501 tot în condicile vigesimale ale Sibiului este consemnat al doilea stroeștean, Ratea, care a dus acolo 3,5 poveri de crap și o povară de știucă (Leonăchescu – Năndrașu, 1981).
Un alt document care consemnează existența satului datează din 24 – 30 octombrie 1546 când Radu din Stroești – Argeș se duce la Brașov să vândă un bou și trei vaci iar la intrarea in cetate plătește vigesima fiind consemnat în registrul respectiv. 
Prin existența lor aceste documente denotă faptul că satul argeșean Stroești exista cu mult înainte de 18 martie 1500 deoarece cei trei Dragomir, Ratea și Radu făceau negoț cu pește pe care îl aduceau de la Dunăre și vite, deci stroeștenii străbăteau arii întinse fiind oameni de acțiune, bine informați și cu știință de carte pentru a face față negoțului pe care îl practicau. Această ipoteză este confirmată de documentul din 7 iulie 1544 prin care Radu Paisie Voievod întărește mânăstirii Bistrița satul Stroești în urma unei judecăți cu orășenii din Argeș. În document se menționează hotarele moșiei și faptul că: „această mai sus-numită ocină ei au hotărnicit-o din zilele lui Mircea voievod cel Bătrân și din zilele răposatului Basarab voievod” (Leonăchescu – Năndrașu, 1971).
Pe de altă parte cele trei documente denotă și multi-culturalitatea stroeștenilor știut fiind faptul că cetățile Brașovului și Sibiului în secolul XVI erau locuite predominant de către sași. De asemenea este foarte posibil ca la Dunăre stroeștenii să-și cumpere marfa de la negustorii greci și armeni care erau foarte numeroși în acea perioadă. În aceste condiții stroeștenii au dat dovadă de bună înțelegere și bună conviețuire cu alte popoare.
Deplasările lor de la Dunăre la Brașov și Sibiu aveau în mod cert și alte conotații, contribuind la consolidarea legăturii de neam între românii de o parte și de alta a Carpaților.
La sfârșitul secolului al XV–lea satul Stroești era obște liberă. La 10 aprilie 1520, voievodul Neagoe Basarab întărește mai multe sate mânăstirii Bistrița din județul Vâlcea. În acest document satul nu figurează, dovadă ca era obște de moșneni. Figurează însă: „Și încă a mai dăruit jupânița banului, jupânița Neagoslava, ațiganii anume: Corunga cu copiii lui și Goblița cu copiii lui” pomeniți ulterior în actele în care figurează și satul Stroești.
Conform istoricului Aurelian Sacerdoțeanu, soția banului Barbu Craiovescu, Neagoslava, a fost o frumoasă din Stroești, care a avut aici pământ de zestre și câteva sălașe de țigani (Sacerdoțeanu, 1974).
La 22 mai 1523 – 1525, voievodul Valdislav al III–lea scutește de dări satele mânăstirii Bistrița – Vâlcea, printre care și Stroești. Nu se știe exact anul: 1523, 1524 sau 1525 în care satul Stroești devine sat de danie al mânăstirii Bistrița. Cert este că stroeștenii au fost deposedați de pământ într-un mod abuziv de banul Barbu Craiovescu. Pământul de zestre din Stroești al jupâniței Neagoslava a fost punctul de plecare și „argumentul” privind deposedarea de pământ. Din acest moment a început bătălia stroeștenilor pentru recâștigarea dreptului de proprietate asupra moșiei lor.
O primă reacție împotriva deposedării de drepturi a stroeștenilor datează din 20 mai 1526. Tăbăci cu ceata lui din Stroești s-au plâns domniei și, în urma procesului, voievodul Radu de la Afumați întărește jupâniței Neagoslava, a lui Barbu Craiovescu, stăpânirea asupra satului Stroești. Stroeștenii au pierdut procesul, dar, spre a-i domoli, Neagoslava „a dăruit Stroeștii toți și trei sălașe de ațigani sfintei mânăstiri de la Bistrița, ca să-i fie de cinste și de pomenire în veci. Însă cât va fi în viață mai sus-zisa jupaniță, singură să stăpânească satul și ațiganii mai sus-ziși, iar după moartea ei să fie sfintei mânăstiri de ocină și de ohabă…” (Leonăchescu, 2001).
La 16 aprilie 1533 sunt menționate hotarele moșiei Stroești cu toponimele aflate și azi în uz: „de la piscul lui Vlad până la gâlma Mălinișului și până la piscul Șcheaului din sus și de aici, drept la gura Cernețiului și de aici, pe vale, până la piscul lui Giurgiu și de la piscul lui Giurgiu până la culme și de aici, pe culme, până la obrăjia Boului și de aici la piscul Gorunetului din sus și de aici pe culme până la gâlma Păișului și de aici, peste obârșia Călugărului și de aici până la obârșia lui Pătru și de aici, tot pe culme până la stejar, la obârșie pe drumul Târgului și de la stejar până la muchia Strâmbei și până hotarul Costeștilor și de aici, tot pe muchea Telmanii pe râu în sus, până la valea Romanaților și de aici până în piscul Căprioarei” (Leonăchescu – Năndrașu, 1971).
După moartea jupâniței Neagoslava, în anul 1544, moșia Stroești devine proprietate a mânăstirii Bistrița din județul Vâlcea. Aflat la mare distanță de stăpânul său, satul Stroești, a avut un statut de semiindependeță. Într-un document din 4 iunie 1641 se arată că stroeștenii au ajuns la o înțelegere cu mânăstirea Bistrița ca „să dea opt oca de ceară pă fiecare anu la sfânta mănăstire Bistrița”. Iar în anul 1740 venitul de pe moșia Stroești este de 20 de taleri (echivalentul unei clăi de fân). La 28 ianuarie 1745 se arată ca moșia Stroești „o stăpânea moșteni săteni și avea obiceiul cu legătură dă da pe an la mânăstirea Bistrița ughi 12, adică taleri 20” (Leonăchescu – Năndrașu, 1971).
Damaschin, arhimandrit al Argeșului și Ștefan, egumenul mânăstirii Bistrița, anunță la 1 februarie 1775, pe domnitorul Alexandru Ipsilanti că au convenit să facă un schimb de moșii pentru care cereau cartea domnească de rigoare. Mânăstirea Argeșului dădea moșia Suhașului din județul Vâlcea și primea în schimb moșia Stroești. Amândouă erau greu de administrat fiind departe de proprietar. La 30 martie 1775 „ megiașii de la Stroești sud Argeș, împreună cu toți preoții” au depus o plângere la domnitor în care arată cum s-au desfășurat lucrurile. La 2 iulie 1775, domnitorul Alexandru Ioan Ipsilanti hotărăște anularea schimbului și obligația ca stroeștenii să plătească 80 de taleri pe an, urmând ca ei să stăpânească nestingherit moșia pe care stau. Cu acest document, întărit ulterior și de alți domnitori, stroeștenii s-au considerat stăpânii moșiei și au acționat ca atare (Leonăchescu, 2001).
După intrarea în vigoare a Regulamentului Organic, egumenii de la Bistrița au declanșat ofensiva de recuperare a dreptului deplin de proprietate asupra moșiei Stroești. Pricina se judecă la judecătoria județului Argeș la solicitarea egumenului Gavriil și se termină la 5 martie 1832, păstrând învoiala din 2 iulie 1775. Presiunile asupra stroeștenilor cresc și la 3 mai 1835, ei se plâng la domnie că egumenul îi obligă, prin dorobanți, ca să plătească „drepturile proprietății după Regulament”. Ei cer să fie socotiți embaticari, nu clăcași. Departamentul Treburilor din Lăuntru face cuvenita cercetare, iar la 4 iunie 1835 domnitorul Alexandru Dimitrie Ghica a constatat că învoiala pe care stroeștenii au avut-o cu mănăstirea Bistrița „este împotriva Regulamentului Organic carele prin articolu 146 au desființat toate asemenea obiceiuri și așăzământuri”. El poruncește „a să supune numiții lăcuitori la răspunderea datoriilor proprietaricești întocmai după legiuirile pomenitului Regulament, făr’ de nici o osebire, ca unii ce se află pe proprietate străină”. Din acest moment stroeștenii devin clăcași pe propria lor moșie, dar se organizează opunând o rezistență tenace împotriva sistemului de spoliere introdus de către arendașii mânăstirii Bistrița (Leonăchescu, 2001).
La 17/29 decembrie 1863 s-a adoptat legea secularizării averilor mânăstirești, dată la care încetează pentru stroeșteni statutul de clăcași. După opt luni, în ziua de 14/26 august 1864, Alexandru Ioan Cuza a promulgat Legea Rurală prin care au fost împroprietăriți țăranii. Această lege se aplică la Stroești în perioada 1864 – 1865 oprindu-se o treime din moșie pentru Stat. Acțiunea subversivă a arendașului Constantin Bogdan și cupiditatea organelor din administrația județului Argeș au făcut ca cele 123 de familii din Stroești să nu beneficieze de „claca mare”, prin eliminarea de la împroprietărire a „treimii proprietății” situată în lunca văii Vâlsanului, 279 pogoane și 16 prăjini de teren foarte productiv și prin scoaterea din circuitul agricol a Șoptanei, peste 100 de pogoane, și considerarea acesteia drept izlaz.
În anii 1878 – 1880, după Războiul de Independență, au fost împroprietăriți 15 însurăței și școala cu 123 de pogoane în țarină și vatra satului, ceea ce reprezenta 43,19 % din „treimea proprietății”. Legea pentru vânzarea unor părți din bunurile statului, din 8 aprilie 1881, deschide calea spre soluția definitivă pentru stroeșteni. La 16 ianuarie 1885, Secretarul general al Ministerului Agriculturii decide „se vor face lucrări pentru scoaterea în vânzare”. La 27 mai 1888, inginerul hotarnic Spiridon Demetrescu a încheiat procesul verbal de punere în posesie a celor 34 capi de lot care au cumpărat pământ din fosta „treime a proprietății”, urmând să-l plătească în timp de 24 de ani. În anul 1912 stroeștenii au primit titlurile definitive de proprietate (Leonăchescu, 2001). 
Desigur că acest proces a avut multe momente de referință și tensiune care au culminat cu răscoala locuitorilor din Stroești, semnalată la 23 aprilie 1888, și care s-a soldat cu eliminarea marelui proprietar (Lupta, 1888; Lungianu, 1922; Deaconu, 1950; Leonăchescu – Năndrașu, 1971; Leonăchescu, 2001).

## Plângerea episcopului Iosif al Argeșului
În anul 1801, Iosif episcop al Argeșului face următoarea plângere către domnitorul Țării Românești:
Preaînălțate doamne,
Cu smerită anafora înștiințez Măriii Tale că lăcuitorii ot satu Stroești sud. Argeș, pentru că s-au întâmplat câteva morți dă oameni într-această primăvară trecută, după cum și la alte părți s-au întâmplat și planisiți fiind că trupurile cele moarte pot a omorâ oameni făcându-se (după cum zic ei) vârcolaci, au fost dezgropat doao trupuri, la care au avut ei mai multă bănuială, unul de bărbat și altul de femeie. Și înștiințându-mă eu pentru aceasta, am trimis de am cercetat ca nu, cândva, să fie făcut ceva mai mult decât dezgroparea, adică să sfărâme trupurilor acelor morți și ce urmare au făcut preoții.
Și am luat pliroforie că numai le-au dezgropat iar preoții cetind molitve au turnat o sfeștanie preste dânsele și le-au îngropat iarăși.
Acum luai altă înștiințare că, fără știrea preoților, lăcuitorii acelui sat iarăși au dezgropat un trup din cele doao, însă cel dă femeie la care au avut mai multă bănuială și sfărâmându-l în bucăți iarăși l-au îngropat.
Însă nu se odihnesc numai pă atât că împreleștiți fiind dă vrășmașul binelui neamului omenesc au hotărât ca iarăși să scoață acel trup să-l arză în foc.
Deci, cu toate că potropopul scrie că au făcut datoria sa cu sfătuirea, dar zice că sunt nesupuși sfătuirei și sunt hotărâți a face una ca aceasta.
Pentru aceea nu lipsesc a arăta Măriii Tale rugându-mă să fie luminată poruncă către dumnealor boieri ispravnici ca să-i înfrâneze dă un lucru ca acesta făr’dă lege, carele după pravilă nu numai este oprit este ci și supt înfricoșat blestem puși unii ca aceștia, încă și pedeapsă li se cuvine ca unor neascultători dă biserică, spre învățătura și altora.
Ci, aceasta rămâne la voința Mării Tale, după care am urma și eu a le face canonul bisericesc.
De aceasta nu lipsiiu; iar anii Măriii Tale rog a fi dă la Dumnezeu înmulțiți și îndălungați cu amândoao fericirile.
1801 iulie 12
Iosif, episcop Argeș
<Rezoluția domnitorului:>
Io Alecsandru Constandin Moruzi voievod și domn al Țării Românești:
D<umnea>voastră ispravnicilor ot sud. Argeș veți vedea înștiințarea ce ne face sființia-sa iubitoru de Dumnezeu episcop Argeșiu, pentru care strașnic poruncim Domnia Mea că nu numai să înfrânați și să nu îngăduiți pă acei săteni la o netrebnică și făr’dă lege urmare ca aceasta, ci încă și pă acei cari s-au cutezat de au făcut tăiere și sfărâmare acelui trup mort, aducându-i, să-i pedepsiți cu câte doăo sute toiege la tălpi.
1801 iulie 12
Glosar:
anafora = raport; înștiințare;
pliroforie = dovadă; mărturie;
împreleștiți = sfătuiți; îndemnați;
planisiți = învățați prin tradiție; obișnuiți; conform unei tradiții;
ot = de la; din;
sud. = județul

Prin acest document satul Stroești intră în circuitul istoric, fiind citat, până în prezent, în 12 lucrări (ANR-DAIC, 1801; Alexandrescu – Urechiă, 1897; Erbiceanu, 1903; Ciaușanu, 1914; Diculescu, 1970; Năndrașu, 1970; Leonăchescu – Năndrașu, 1971; Leonăchescu, 1992; Leonăchescu, 2001; Leonăchescu, 2004; Oltean, 2007; Olărescu, 2008).
În ceea ce privește practicile religioase se pot afirma următoarele:
Reformele religioase întreprinse de către Deceneus se referă la riturile de înmormântare. Reforma lui Deceneus va anula posibilitatea defuncților de a reveni pe pământ și de a media în raporturile cu zeii. Drumul sufletelor era ascendent iar direcția era doar verticală. Singura variantă prin care se putea separa esența sufletului de cea trupului consta în ridicarea sufletului la cer și în coborârea resturilor trupești în apele planetare pe care era așezat pământul. Această separare se realiza prin arderea trupului defunctului și aruncarea cenușii în apele unui râu. În felul acesta a fost eliminată spaima de moarte respectiv față de cei decedați care puteau reveni pe pământ sub formă de strigoi sau vârcolaci (Oltean, 2007).
La romani practicile de împiedicare a revenirii defuncților pe pământ (omorâre a strigoilor) constau în înfigerea unui țăruș în pieptul decedatului și în zdrobirea trupului (Oltean, 2007).
O dată cu trecerea la creștinism, Biserica și-a asumat rolul învingerii temerii față de moarte și de strigoi. Tradiția creștină nu recurge decât în cazuri de forță majoră (la presiuni exercitate de comunitate asupra clerului) la deshumări și în acest caz se oficiază slujbe de dezlegare și ungeri cu mir și agheasmă a trupului celui decedat fără a cauza vreo leziune post-mortem (Oltean, 2007; Olărescu, 2008).
În acest context, documentul de mai sus se constituie într-un redutabil argument al vechimii și continuității poporului român pe aceste meleaguri dar și a faptului că obiceiurile și credințele dacice erau cunoscute și aplicate în cazuri de forță majoră, atunci când celelalte metode de apărare se dovedeau ineficace (Olărescu, 2008).

## Instituțiile moderne
În prezent, în acest sat funcționează următoarele instituții: 

Biserica

Primul preot din istoria bisericii satului „popa Vasilie din Stroești” este menționat la 8 aprilie 1644, ca martor la o învoială între frați (Leonăchescu, 2001). 
Pe harta Țării Românești întocmită în anul 1700 de stolnicul Constatin Cantacuzino, transcrisă în latină și tipărită de către Anton Maria Del Chiaro, la Veneția în anul 1718, satul Stroești – Argeș figurează cu biserică (Leonăchescu – Năndrașu, 1981). 
Biserica veche de lemn a fost „făcută de un Gheorghie Ciovică” conform documentului din 24 decembrie 1753 (Leonăchescu, 2001). 
Actuala biserică a fost construită și pictată în stil neo-bizantin de către Belizarie Paraschivescu între anii 1881 – 1888. A fost târnosită în ziua de 14 octombrie 1888, de către episcopul Ghenadie al Argeșului, și poartă hramul Sf. Cuv. Paraschiva. După darea în folosință a noii bisericii, în 1888, biserica cea veche din lemn a fost donată satului Vărzăroaia, unde funcționează și astăzi (Leonăchescu, 2001).

Școala

Pentru a face comerț de tranzit la 1500 și pentru a face față judecății cu proprietarii de pământ și cu administrația locală abuzivă, pentru a face petiții și a răspunde la scrisori, pentru a întocmi zapise și jalbe, stroeștenii de frunte trebuiau să știe să scrie și să citească (Leonăchescu, 2000). Doritorii învățau să scrie și să citească pe lângă biserică și proveneau, de regulă, din familii de preoți și de diaconi. 
Un caz deosebit îl reprezintă Ilinca Năndrășoaia (1782 – 12 octombrie 1872) care la 14 ianuarie 1836 știa să scrie (Leonăchescu, 2000). Acest document reprezintă unul dintre primele semnale privind emanciparea femeii în România.
La 26 aprilie 1838 ia ființă școala din Stroești, în baza art.8 al Regulamentului Organic. Primul învățător al satului a fost Petre fiul lui Ioan Stan Hogioiu, în vârstă de douăzeci de ani. La 1 iunie 1841 construcția școlii din Stroești, pe baza planului tip de Școală Națională, era terminată (Leonăchescu - Năndrașu, 1981; Leonăchescu, 2000).
După înăbușirea Revoluției de la 1848, școlile au fost închise în toată perioada 1848 – 1857. În baza decretului nr. 12 din 11 ianuarie 1857, școala se redeschide, însă localul era degradat iar cursurile se țineau în case particulare. După anul 1865 școala devine obligatorie, iar în anul 1893 se construiește pentru școală, din donații, un local modern cu cinci încăperi (Leonăchescu, 2000)

Societatea Cultural - Științifică „Stroești – Argeș”

A fost înființată la 30 iulie a 1972. Scopul principal al acesteia este acela „răspândi cultura și știința în rândul populației satelor de pe valea Vâlsanului cu precădere în satul Stroești, de a stimula creația cultural – științifică locală și de a antrena locuitorii acestor sate la activități culturale”. Această societate continuă tradiția vechilor societăți culturale „Murmurul Vâlsanului” înființată în 1909 și „Luminarea Poporului” înființată în 1910, cu sediul în comuna Stroești – Argeș. Activitatea neîntreruptă a Societății Cultural - Științifice „Stroești – Argeș” se materializează în:
a) Organizarea Sesiunilor Cultural - Științifice de Vară „Stroești – Argeș” ce se desfășoară anual în ultima duminică a lunii iulie. până în prezent în perioada, 1972 – 2008, s-au ținut 36 sesiuni științifice la care au fost prezentate 467 comunicări științifice. 
b) Organizarea de excursii prin tară în perioada 1972 – 2008. S-au organizat 17 excursii de o zi la obiective de interes istoric și turistic aflate pe o rază de 200 km în jurul satului. Aceste excursii au contribuit la informarea locuitorilor din Stroești și la contactul direct al acestora cu noutățile din domeniile de preocupare ale fiecăruia.
c) Organizarea de expoziții personale și de grup. Temele pe care s-au axat expozițiile au fost variate: obiecte de port popular, ceramică; obiecte din lemn; obiecte de cult, filatelie, fotografie, pictură. 
d) Publicarea de cărți, reviste, broșuri care au făcut satul cunoscut atât în tară cât și străinătate. Cel mai recent caz îl constituie revista „Șoptana”, publicație trimestrială a Societății Cultural Științifice „Stroești – Argeș”, căreia i s-a atribuit codul ISSN 1844 - 2420 de către Biblioteca Națională a României în data de 25.03.2008.
e) Cercetarea științifică. În perioada 1969 – 1999 satul a fost studiat din punct de vedere folcloric de către cercetătorul prof. dr. Mihail M. Robea. În urma acestui studiu au rezultat două cărți ce tratează integral folclorul din Stroești – Argeș, dar și numeroase piese ce apar în diferite culegeri de folclor (Robea, 1980; Robea, 1997). Majoritatea informatorilor erau persoane în vârstă și mulți dintre aceștia nu mai sunt azi în viață dar au semnalat cercetătorului piese folclorice și obiceiuri aflate în faza crepusculară.
O altă acțiune de cercetare a fost aceea de valorificarea a memoriei bătrânilor și compararea cu datele oficiale de la diverse arhive. Nu de multe ori bătrânii semnalau un fapt trăit sau auzit care se verifica ulterior prin documente scrise. Această activitate s-a materializat în trei volume de documente publicate sub denumirea de „Stroești – Argeș – Documente și mărturii” ce totalizează 1436 de pagini în care sunt redate 1077 documente (vol. I: 271, vol. II: 126, vol. III: 680). Până la anul 1800 sunt redate exhaustiv documentele referitoare la satul Stroești – Argeș găsite în arhive, și mare parte din documentele satelor vecine (Leonăchescu – Năndrașu, 1971; Leonăchescu – Năndrașu, 1981; Leonăchescu – Năndrașu, 2000).
f) Activități artistice. Tradiția alcătuirii de grupuri vocale, dansatori și trupe de teatru a început la Stroești prin anii 1893 – 1910 la inițiativa învățătorului Nicolae C. Teoderescu – Nekera, fiind continuată de către învățătoarele Elena Ionescu și Marioara Zăvoianu. În prezent Corul Satului Stroești Argeș este coordonat de învățătoarele Aura Constantinescu și Doina Ciolan. În forma actuală corul a fost constituit la inițiativa preotului paroh Bogdan Gh. Nica, iar cel care a pus bazele instruirii muzicale a coriștilor a fost diaconul George Robert Mitrache. Activitatea recentă a corului se materializează în: organizarea colindului tradițional în Stroești (2006, 2007, 2008); organizarea anuală a concertelor de Crăciun la Stroești și Costești – Vâlsan (2005, 2006, 2007, 2008); organizarea de spectacole anuale în cadrul Sesiunii Cultural Științifice „Stroești – Argeș”; participarea la festivaluri și festivaluri concurs: Florile Dalbe (10 decembrie 2006), Cântec Argeșean (18 martie 2007) și Etnovember (2006, 2007, 2008). 

Muzeul Satului Stroești – Argeș 

Muzeul Satului Stroești – Argeș a fost organizat din inițiativa Societății Cultural Științifice „Stroești – Argeș”. A fost inaugurat în ziua de 29 iulie 2000 cu prilejul împlinirii a 500 de ani de existență documentară a satului Stroești – Argeș. Funcționează în clădirea fostului Palat Administrativ al localității și este organizat pe trei secții: etnografie, istorie și istoria Societății Cultural - Științifice „Stroești – Argeș”.

Clubul „Tineri Stroeșteni”

Clubul „Tineri Stroeșteni” al copiilor din Stroești – Argeș, a fost înființat la 17 octombrie 2006. Scopul acestui club este de a contribui la: stimularea creativității, aptitudinilor, îmbogățirea cunoștințelor, educarea copiilor în spiritul tradiției culturale româneștii și a contribui la educația ecologică a acestora. 

Biblioteca sătească

## Implicarea vârstnicilor în viața activă a comunității
Îmbătrânirea populației este un fenomen observat în toate țările lumii. Îmbunătățirea condițiilor de viață și creșterea performanțelor medicale pe deoparte precum și creșterea speranței de viață și împuținarea dezastrelor naturale și a războaielor în ultimele șase decenii a dus la creșterea continuă a numărului de persoane vârstnice (Olărescu, Cionca, Leonăchescu, 2008). 
Acest fenomen de îmbătrânire a populației vizează toate aspectele societății. În plan economic acesta se traduce printr-o creștere continuă a numărului de pensionari. În plan social întreaga infrastructură a sistemelor de protecție trebuie să se adapteze la specificul lucrului cu un mai numeros număr de vârstnici. În plan cultural, apar și vor apărea profunde modificări apar datorită creșterii timpului liber. În plan medical, biologic și psihologic, cercetătorii sunt și vor puși în situația de a studia mai intens îmbătrânirea pentru a-i înțelege mai bine mecanismele. Într-un plan mai general, miza fundamentală este aceea de ale permite oamenilor nu numai să moară la vârste cât mai înaintate posibil ci să trăiască o bătrânețe reușită (Fontaine, 2008).
În decursul timpului vârstnicii din satul Stroești, împreună cu cei din satul Costești-Vâlsan și Valea Muscelului, au fost angrenați în viața activă a comunității. Rolul decisiv în implicarea bătrânilor în viața activă a satului l-a avut Societatea Cultural – Științifică „Stroești – Argeș” și Biserica Sf. Cuv. Paraschiva prin Consiliul Parohial și Comitetul Parohial. Se disting două tipuri de activități în care sunt implicate persoanele vârstnice: activități cultural-științifice și activități edilitar – gospodărești (Olărescu, Cionca, Leonăchescu, 2008). 
Activități cultural – științifice:
Sesiuni de comunicări științifice. Tematica sesiunilor fiind eterogenă a oferit prilej de afirmare multor specialiști și a permis folosirea și valorificarea tezaurului de cunoștințe al bătrânilor. Sesiunile științifice de la Stroești sunt autentice acte de cultură. Bătrânii satului Stroești au avut la aceste sesiuni multiple satisfacții. Fii sau nepoții lor sau ai rudelor lor, specialiști în diferite domenii, au prezentat lucrări științifice în domeniul lor de activitate. Când analiza se poate racorda și la satul Stroești, au făcut-o în consecință. În felul acesta, pe rând, aproape fiecare familie din sat și-a prezentat valorile. Bătrânii din sală ascultă cu emoție cele spuse de fiul sau nepotul lor și sunt atenți la reacția celorlalți ascultători. Mulți bătrâni participă la discuții, fac completări sau pun întrebări, unele dificile (Leonăchescu, 1998; Olărescu, Cionca, Leonăchescu, 2008).
Excursii cu caracter educațional și cultural. În perioada 1972 – 2008 sau organizat 17 excursii de o zi la obiective de interes istoric și turistic aflate pe o rază de 200 km în jurul satului. Excursiile mai lungi nu sunt agreate din cauza problemelor pe care muncile din gospodăria țărănească le ridică. Se constată o prezență mare a bătrânilor la excursii, acestea fiind considerate un fel de recompensă pentru munca lor. Poate fi auzită des exclamația „Am și eu dreptul măcar la atâta, după un an de muncă!”. De asemenea, de obicei bătrânii vin însoțiți de nepoți reușind astfel să realizeze conexiuni puternice ale nepoților la lumea bunicilor, realizându-se o punte între spațiu și timp. Foarte atractivă și educativă este și atmosfera care domnește în autocar în timpul deplasării. La stația de amplificare a autocarului li se prezintă traseul, date despre istoria locală, folclor, povestiri istorice etc. Uneori excursioniștii prezintă și ei câte o povestire. Așa s-au descifrat evenimente din istoria satului (Leonăchescu, 1998; Olărescu, Cionca, Leonăchescu, 2008).
Expoziții personale. Persoanele vârstnice au contribuit decisiv la organizarea unor expoziții inițiate de Societate și vernisate de obicei cu ocazia sesiunilor științifice anuale. Expozanții au fost fie din sat fie din alte localități. Temele pe care s-au axat expozițiile au fost variate: obiecte de port popular, ceramică; obiecte din lemn; obiecte de cult, filatelie, fotografie, pictură. Un rol deosebit de important l-au avut persoanele vârstnice din cele trei sate în organizarea Muzeului Satului Stroești – Argeș, cea mai tânără instituție muzeală de pe raza județului Argeș. Faptul că numele expozițiilor apare tipărit în programul sesiunii, că este menționat în presă și la unele emisiuni radio sau pe unele posturi de televiziune, dă un plus de adeziune la aceste acțiuni pentru mulți bătrâni. Unii dintre ei pregătesc timp îndelungat piese pentru câte o expoziție și apoi vin și propun organizarea expoziției (Leonăchescu, 1998; Olărescu, Cionca, Leonăchescu, 2008).
Cercetarea științifică. Una din principalele acțiuni organizate a fost aceea de culegere a folclorului din Stroești și de valorificare a lui. Pentru aceasta, cercetătorul dr. Mihail M. Robea a mers cu magnetofonul din bătrân în bătrân și a înregistrat multe piese. O altă acțiune care s-a bucurat de sprijinul bătrânilor a fost aceea de valorificarea a memoriei acestora și comparare cu datele oficiale de la diverse arhive. Nu de multe ori bătrânii semnalau un fapt trăit sau auzit care se verifica ulterior prin documente scrise. Mulți dintre acești bătrâni nu mai sunt azi în viață și au semnalat cercetătorului piese folclorice și obiceiuri aflate în faza crepusculară (Leonăchescu, 1998; Olărescu, Cionca, Leonăchescu, 2008).
Activități artistice. Au rămas în memoria colectivă și scrisă serbările coordonate de învățătorii pensionari Nicolae C. Teodorescu – Nekera și Elena Al. Ionescu. Pe lângă corul organizat se remarcă faptul că persoanele vârstnice sunt dispuse să-și manifeste aptitudinile artistice ori de câte ori simt că sunt ascultate și apreciate. Astfel în data de 29 iulie 2007, d-na prof. pensionar Margareta Ar. Coman (n. Uța în Stroești) din Costești – Vâlsan, a susținut un remarcabil concert în fața auditorului format din săteni și oaspeți ai satului (Leonăchescu, 1998; Olărescu, Cionca, Leonăchescu, 2008). 
Activități literare. De-a lungul timpului, despre seniorii comunității stroeștene s-au scris numeroase articole de asemenea mulți seniori stroeșteni au publicat rodul muncii lor în diverse publicații. Societatea Cultural Științifică „Stroești – Argeș” a încurajat permanent creația literară și a facilitat publicarea lucrărilor, făcându-și o datorie de onoare în a publica lucrările seniorilor comunității noastre chiar dacă autorii au trecut în lumea umbrelor (Leonăchescu, 1998; Olărescu, Cionca, Leonăchescu, 2008).
Activități edilitar - gospodărești: 
Acțiunile, unele propuse chiar de către bătrâni, care au fost rezolvate cu succes au fost: renovarea și acoperirea în anii 1982 – 1983 a localului fostei agenții PTTR (azi magazin mixt); aprovizionarea cu făină și mălai în perioada 1980 – 1989 a locuitorilor din cele trei sate; analizarea aspectului igienico-sanitar și funcțional al gospodăriilor din Stroești; renovarea și acoperirea Căminului Cultural din Stroești; acoperirea, restaurarea picturii, efectuarea lucrărilor de drenaj la Biserica Sf. Cuv. Paraschiva din Stroești, în perioada 1990 - 2007; construirea unui nou locaș de cult în Costești – Vâlsan; amenajarea pârâului Bercioaia ce inunda cimitirul satului Stroești (Leonăchescu, 1998; Olărescu, Cionca, Leonăchescu, 2008).